# Gillian van den Berg

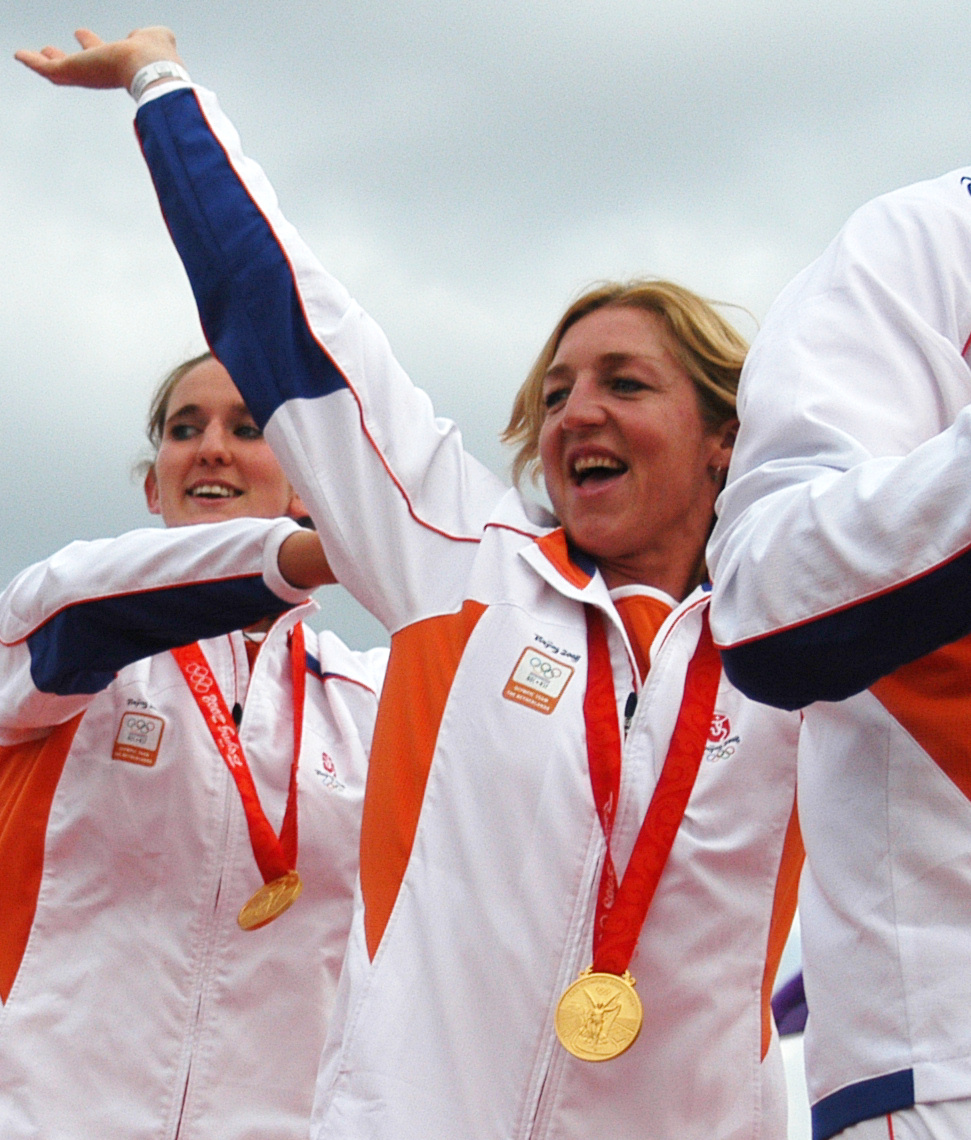
Gillian van den Berg mit der olympischen Goldmedaille 2008

Gillian Maria Elisabeth van den Berg (* 8. September 1971 in Gouda) ist eine ehemalige niederländische Wasserballspielerin. Sie gewann 2008 die olympische Goldmedaille und 1994 sowie 1998 Weltmeisterschaftssilber. Außerdem war sie Europameisterin 1993, Europameisterschaftsdritte 1995 und 1997 sowie Europameisterschaftszweite 1999.

## Sportliche Karriere
Die 1,73 m große Gillian van den Berg gehörte zur niederländischen Mannschaft, die 1993 bei der fünften Europameisterschaft für Frauen mit einem Finalsieg gegen die Russinnen den vierten Titel für die Niederlande gewann. Im Jahr darauf gewannen die Niederländerinnen bei der Weltmeisterschaft 1994 in Rom ihre Vorrundengruppe vor den Ungarinnen, wobei die Niederländerinnen den direkten Vergleich gewannen. Nach einem Halbfinalsieg über die Mannschaft aus den Vereinigten Staaten trafen die Niederländerinnen im Finale wieder auf die Ungarinnen und unterlagen mit 5:7. 1995 und 1997 belegten die Niederländerinnen jeweils den dritten Platz bei den Europameisterschaften. 1998 bei der Weltmeisterschaft in Perth gewannen die Niederländerinnen ihre Vorrundengruppe, in dieser Gruppe wurden die Italienerinnen nur Vierte. Die Niederländerinnen erreichten das Finale durch Siege über die Mannschaften aus den Vereinigten Staaten und aus Russland. Im Finale trafen sie auf die Italienerinnen und unterlagen 6:7. Auch bei der Europameisterschaft 1999 gewannen die Niederländerinnen ihre Vorrundengruppe vor den Italienerinnen. Im Finale trafen die beiden Teams wieder aufeinander und die Italienerinnen gewannen nach Verlängerung. Bei der olympischen Premiere des Frauen-Wasserballs 2000 in Sydney spielten die sechs teilnehmenden Mannschaften in der Vorrunde alle gegeneinander. Nach dieser Vorrunde lagen die Niederländerinnen auf dem dritten Platz. Nach einer 5:6-Halbfinalniederlage gegen das US-Team verloren sie auch das Spiel um die Bronzemedaille mit 3:4 gegen die Russinnen. Gillian van den Berg war in allen Spielen dabei und erzielte im Spiel gegen Kasachstan einen Treffer.
Bei der Europameisterschaft 2001 erreichten die Niederländerinnen den fünften Platz. Danach ging sie als Profi nach Italien. Für die Vorbereitung auf die Olympiateilnahme 2008 kehrte sie in die Niederlande zurück. Nach einer Länderspielpause wurde sie 2007 mit der niederländischen Nationalmannschaft Neunte bei der Weltmeisterschaft. Im Jahr darauf bei den Olympischen Spielen in Peking belegten die Niederländerinnen in ihrer Vorrundengruppe den dritten Platz hinter den Ungarinnen und den Australierinnen. Mit einem 13:11 im Viertelfinale gegen Italien und einem 8:7 gegen die Ungarinnen erreichten die Niederländerinnen das Finale gegen die Mannschaft aus den Vereinigten Staaten. Mit einem 9:8 im Finale gewannen die Niederländerinnen die Goldmedaille. Gillian van den Berg warf im Turnierverlauf vier Tore.